# Polypodium × font-queri
Polypodium × font-queri là một loài dương xỉ trong họ Polypodiaceae. Loài này được Rothm.in Cadev. & Font Quer mô tả khoa học đầu tiên năm 1937.
Danh pháp khoa học của loài này chưa được làm sáng tỏ. 